# Emilij Laszowski
Emilij pl. Laszowski Szeliga (Brlog na Kupi kraj Ozlja, 1. travnja 1868. – Zagreb, 28. studenoga 1949.), bio je hrvatski povjesničar i arhivist, kulturni i javni djelatnik poljskoga podrijetla.

## Životopis
Rođen je u kaštelu Brlog na Kupi, sjeverozapadno od Brloga Ozaljskoga uz samu Kupu, 1868. godine. Potječe iz starog poljskog roda Szeliga. Prezime mu se izvorno piše Łaszowski. Pučku školu i gimnaziju polazio je privatno, a maturirao je u Zagrebu 1887. godine. Kao gimnazijalac proučavao je stare isprave u rodnom Brlogu. Studirao je medicinu u Grazu, a diplomirao pravo na Pravnom fakultetu u Zagrebu 1893. godine. Od 1891. godine kao pravnik bio je zaposlen u Zemaljskom arhivu (današnji Hrvatski državni arhiv). Prvi svoj članak objavio je 10. veljače 1889. godine u karlovačkom Svjetlu pod naslovom »Brlog na Kupi i njegovi gospodari«. Sređivao je arhivsko gradivo brojnih hrvatskih arhiva, od studentskih dana djelatnikom je i poslije ravnateljom Zemaljskoga arhiva, znatno unaprijedivši arhivsku struku. Uredio županijske arhive u Bjelovaru i Virovitici. U Zemaljskom arhivu je 1899. godine zajedno s Ivanom Bojničićem Kninskim kao urednikom pokrenuo Vjestnik kr. hrvatsko-slavonsko-dalmatinskog Zemaljskoga arkiva. Bio je urednikom mjesečnika za rodoslovlje, životoslovje, grboslovlje i pečatoslovlje Vitezović (od 1903. do 1905. godine). Više godina uređivao je list Prosvjeta, a obnašao je dužnost člana zemaljskoga povjerenstva za čuvanje historijskih spomenika kao i zemaljskoga povjerenstva za nazivlje mjesta.
Zajedno s Velimirom Deželićem starijim utemeljio je Družbu »Braća Hrvatskoga Zmaja« (16. studenoga 1905. godine), bio je Zmaj Brloški i Ozaljski, te prvi Veliki meštar Družbe (do 1935. godine), a poslije je proglašen Prazmajem Brloškim i Ozaljskim. Na njegov poticaj osnovani su 1907. godine Muzej grada Zagreba s arhivom i zagrebačka Gradska knjižnica kojima je bio ravnatelj (do 1925. godine). Bio je dionikom u organizaciji Kulturno-historijske izložbe grada Zagreba (1925. godine, prigodom proslave tisućgodišnjice Hrvatskoga Kraljevstva). Sudjelovao je u osnivanju Društva za spasavanje (1909. godine), prethodnice Hitne pomoći i kojemu je bio prvi, privremeni, predsjednik sve do izbora stalnoga predsjednika Miroslava grofa Kulmera, a Laszowski potom obnaša dužnost tajnika. Bio je urednikom glasila Hrvatski Zmaj (1917., 1918. i 1925. godine). U Družbi se njegov rad posebice ističe kod ekshumacije i prijenosa posmrtnih ostataka Petra Zrinskoga i Frana Krste Frankopana iz Bečkoga Novog Mjesta (Wiener-Neustadta) u Zagreb (1919. godine), prijenosa posmrtnih ostataka Ivana Antuna Zrinskoga iz Graza u Zagreb (1944. godine) te kod prijenosa posmrtnih ostataka Eugena Kvaternika, Vjekoslava Bacha i Ante Rakijaša u Zagreb (1921. godine) kao i kod uređenja Ozlja i drugih gradova koji su prije bili u vlasništvu Zrinskih čiji kult njeguje Družba upravo zaslugom Emilija Laszowskog. Zalagao se i postigao je da knez Thurn und Taxis daruje grad Ozalj hrvatskome narodu u kojemu je kasnije uredio Zrinsko-Frankopanski muzej.
Pokretačem je obnove grada Ozlja. Za vrijeme Nezavisne Države Hrvatske surađivao je i objavljivao članke u Hrvatskom kolu (1942.), Nedjeljnim vijestima (1942.), Gospodarstvu (1943.), Hrvatskoj prošlosti (1943.), Hrvatskom narodu (1943. – 44.), Časopisu za hrvatsku povijest (1943.), Novoj Hrvatskoj (1943. – 44.) i inima.
Umro je u Zagrebu 1949. godine, a pokopan je na zagrebačkome groblju Mirogoju.

## Znanstvena djela i radovi

### Glavna izdanja arhivske građe za hrvatsku povijest
- Povjesni spomenici plem. općine Turopolja nekoć »Zagrebačko polje« zvane, (I-IV), 1904. – 1908.
- Monumenta Habsburgica, (I-III), 1914. – 1917.
- Povijesni spomenici slobodnog i kraljevskog grada Zagreba, (XII-XVIII), 1929. – 1949.
- Građa za gospodarsku povijest Hrvatske u XVI. i XVII. stoljeću: izbor isprava feuda Zrinskih i Frankopana, 1951.

### Glavna povijesna djela
- Hrvatske povijesne građevine (I.), 1902.
- Matica plemstva županije Požeške, Srijemske i Virovitičke 1745-1902, 1903.
- Matija Vlačić Franković (Mathias Flacius Illyricus): glasoviti Hrvat-Istranin XVI. vijeka, 1909.
- Povijest plem. općine Turopolja nekoć Zagrebačko polje zvane (sur. Velimir Deželić stariji, Janko Barle i Milan Šenoa), 1-3, 1910., 1911. i 1924.[7]
- Povijest Desinca-Prhoća nekoć hrvatske plemenske općine stare županije podgorske, 1914.
- Iz prošlosti Vrbovca rodnog mjesta hrvatskoga bana Petra grofa Zrinskoga, 1921.[8]
- Gorski kotar i Vinodol, 1923.[9]
- Stari i novi Zagreb, 1925. (pretisak 1994.)
- Grad Ozalj i njegova okolina, 1929.
- Grof Ivan Zrinski sin sigetskoga junaka, 1934.
- Grbovi Jugoslavije, (album) (zajedno s Rudolfom Horvatom).
- Stari lički gradovi, 1941.
- Rudarstvo u Hrvatskoj, I–II., 1942. – 1944.

### Urednik i priređivač
- Za tisak je priredio i dopunio djelo Radoslava Lopašića Oko Kupe i Korane, 1895. godine. Napisao je na stotine članaka i znanstvenih radova u brojnim časopisima i glasilima. Bio je suradnikom u izradi Diplomatičkoga zbornika kraljevine Hrvatske, Dalmacije i Slavonije (sv. VI–XII., 1908. – 14.),[10] te je incirao i uredio leksikon Znameniti i zaslužni Hrvati te pomena vrijedna lica u hrvatskoj povijesti od 925–1925, (Zagreb, 1925.) gdje je od ukupno oko tri tisuće životopisa napisao njih 583.[2] Bio je suradnikom Tadiji Smičiklasu pri sabiranju i uređivanju građe za Codex diplomaticus.[4] Surađivao je u Hrvatskoj enciklopediji, (1-5, Zagreb, 1941. – 1945.), te Našoj domovini, (I, Zagreb, 1943.).[2] U njegovoj bibliografiji postoje i radovi koji se odnose na teme iz povijesti umjetnosti.[5]

## Vanjske poveznice
- Povijest plem. općine Turopolja nekoć Zagrebačko polje zvane
- Povjesni spomenici plem. općine Turopolja nekoć "Zagrebačko polje" zvane
- Matica plemstva županije Požeške, Srijemske i Virovitičke, 1745. – 1902.,  Tisak Antuna Scholza, Zagreb. 1903.
- Ljubomir Škrinjar, Bog nam sreću daj! - Hrvatski nek živi zmaj!, hkv.hr, 27. studenoga 2011.